# جيف باول (مجدف)
جيف باول هو مجدف كندي، ولد في 13 مايو 1976 في وينيبيغ في كندا.

## وصلات خارجية
- جيف باول على موقع الاتحاد الدولي للتجديف (الإنجليزية)
- جيف باول على موقع اللجنة الأولمبية الدولية (الإنجليزية)
- جيف باول على موقع أوليمبيديا (الإنجليزية)